# Dennstaedtia punctilobula
Espèce
Dennstaedtia punctilobula, avec comme nom commun dennstaedtie à lobules ponctués, est une espèce de fougères de la famille des Dennstaedtiaceae indigène de l'est de l'Amérique du Nord.

## Description
C'est une fougère possédant un rhizome; les frondes peuvent mesurer jusqu'à 1 m de haut, elles sont divisées trois fois; les rachis sont pubescents. Les fructifications se retrouvent à l'endos des frondes, ce sont des sores de petite taille, verts au départ, maturant vers le brun, ils sont saillants et seuls à l'extrémité des pinnules, parallèles les uns aux autres en bordure de limbe.

Écraser les frondes produit une odeur de foin (le nom commun en anglais est hay-scented fern; dont la traduction est: fougère à odeur de foin). On retrouve généralement cette plante poussant en colonies denses.

## Répartition et habitat
Au Canada, D. ponctulilobula est présente dans les Maritimes, ainsi qu'au Québec, jusqu'à 48° de latitude.

## Liste des formes
Selon Tropicos (23 mai 2013) (liste brute contenant possiblement des synonymes):
- forme Dennstaedtia punctilobula fo. cristata Clute
- forme Dennstaedtia punctilobula fo. nana Weath.
- forme Dennstaedtia punctilobula fo. poyseri Clute
- forme Dennstaedtia punctilobula fo. punctilobula
- forme Dennstaedtia punctilobula fo. schizophylla Rugg